# Орокуэ
Орокуэ (исп. Orocué) — город и муниципалитет в северо-восточной части Колумбии, на территории департамента Касанаре.

## История
Поселение, из которого позднее вырос город, было основано 1 января 1850 года. Муниципалитет Орокуэ был выделен в отдельную административную единицу в 1930 году.

## Географическое положение

Муниципалитет Орокуэ

Город расположен в южной части департамента, в пределах Оринокского природно-территориального комплекса, на левом берегу реки Мета, на расстоянии приблизительно 129 километров к юго-востоку от города Йопаль, административного центра департамента. Абсолютная высота — 134 метра над уровнем моря.
Муниципалитет Орокуэ граничит на севере с территорией муниципалитета Сан-Луис-де-Паленке, на северо-западе — с муниципалитетом Йопаль, на юго-западе — с муниципалитетом Мани, на юге и юго-востоке — с территорией департамента Мета, на востоке — с территорией департамента Вичада. Площадь муниципалитета составляет 4719 км².

## Население
По данным Национального административного департамента статистики Колумбии, совокупная численность населения города и муниципалитета в 2024 году составляла 14 075 человек.
Динамика численности населения муниципалитета по годам:
| 2005 | 2010 | 2015 | 2020   | 2021   | 2022   | 2023   | 2024   |
| ---- | ---- | ---- | ------ | ------ | ------ | ------ | ------ |
| 7717 | 8043 | 8309 | 13 069 | 13 354 | 13 590 | 13 844 | 14 075 |

Согласно данным переписи 2005 года мужчины составляли 52 % от населения Орокуэ, женщины — соответственно 48 %. В расовом отношении белые и метисы составляли 79,4 % от населения города; индейцы — 19,8 %; негры и мулаты — 0,8 %.

## Экономика
Большинство трудоспособного населения занято в сельском хозяйстве и нефтедобыче.
52,9 % от общего числа городских и муниципальных предприятий составляют предприятия торговой сферы, 22,7 % — предприятия сферы обслуживания, 6,4 % — промышленные предприятия, 18 % — предприятия иных отраслей экономики.